# Les Aynans
Les Aynans település Franciaországban, Haute-Saône megyében. Lakosainak száma 360 fő (2022. január 1.). Les Aynans Vy-lès-Lure, Aillevans, Arpenans, Gouhenans, Longevelle, Le Val-de-Gouhenans és Vouhenans községekkel határos.

## Népesség
A település népességének változása:
| Lakosok száma | 347  | 341  | 345  | 351  | 358  | 367  | 365  | 362  | 360  |
|               | 2013 | 2015 | 2016 | 2017 | 2018 | 2019 | 2020 | 2021 | 2022 |